# Assedio di Rheinberg (1586-90)
L'assedio di Rheinberg del 1586-1590 (detto anche presa di Reinberg del 1586-1590) fu uno scontro che si svolse dal 13 agosto 1586 al 3 febbraio 1590 presso la città di Rheinberg (attuale Germania) nel corso della guerra di Colonia e come parte della guerra degli ottant'anni.
La città di Rheinberg era uno dei punti chiave per l'attraversamento del fiume Reno tra l'elettorato di Colonia ed il confine olandese. Dopo un primo assedio nel 1586, ed un lungo blocco commerciale da parte delle forze spagnole per tentare di affamare la città, che perdurò sino al settembre del 1589, il principe Alessandro Farnese, comandante in capo dell'armata spagnola nei Paesi Bassi, inviò sulla città un grosso contingente comandato dal conte Peter Ernst I von Mansfeld-Vorderort ad assediare Rheinberg. Malgrado gli sforzi di Maarten Schenck van Nydeggen (sino alla sua morte durante l'assalto a Nimega il 10 agosto 1589), e di sir Francis Vere (dal 1590), di resistere al nemico, la guarnigione protestante dovette infine arrendersi agli spagnoli il 3 febbraio 1590.
Il 19 agosto 1597 l'esercito olandese guidato da Maurizio di Nassau riconquistò Rheinberg per gli olandesi, ma l'anno successivo gli spagnoli guidati da don Francisco de Mendoza riprese la fortezza locale, costringendo la guarnigione alla resa.